# داني زهير
داني زهير (1967، مكناس) شاعر وفنان ورسام تشكيلي مغربي. كانت بدايته الفنية الاحترافية سنة 1999 حيث عرضت لوحاته، وبمسابقة “الكرنفال” التي يتم فيها اختيار ملكة جمال بإسبانيا لفئة الصغيرات، تمكنت الفتاة التي زينها زهير من الحصول على الجائزة الثانية، ومن تم اكتشفته الصحافة ليعلن بدايته الحقيقية في طريق الفن التشكيلي. غادر إلى باريس سنة 2000. اشتغل بمعرض جديد بفرنسا. يحضر موازاة مع ذلك في معارض جديدة.

## وصلات خارجية
- مدونة داني زهير
- رحلة مع الرسام المغربي "داني زهير"
- كاريكاتير بدون تعليق للفنان المغربي داني زهير